# Rimini Calcio 1968-1969
Questa voce raccoglie le informazioni riguardanti il Rimini Calcio nelle competizioni ufficiali della stagione 1968-1969.

## Rosa
| N. |                   | Ruolo | Calciatore            |
| -- | ----------------- | ----- | --------------------- |
|    | Italia (bandiera) | C     | Vittorio Baroncini    |
|    | Italia (bandiera) | P     | Giancarlo Bellucci    |
|    | Italia (bandiera) | A     | Mauro Campana         |
|    | Italia (bandiera) | C     | Gian Battista Carelli |
|    | Italia (bandiera) | A     | Ilario Castagner      |
|    | Italia (bandiera) | C     | Giovanni Colombini    |
|    | Italia (bandiera) | P     | Roberto Conti         |
|    | Italia (bandiera) | D     | Pasquale Corbetta     |
|    | Italia (bandiera) | A     | Rosilio Dedè          |
|    | Italia (bandiera) | C     | Renato Faloppa        |
|    | Italia (bandiera) | A     | Roberto Ghelli        |

| N. |                   | Ruolo | Calciatore        |
| -- | ----------------- | ----- | ----------------- |
|    | Italia (bandiera) | D     | Severino Josio    |
|    | Italia (bandiera) | C     | Claudio Macciò    |
|    | Italia (bandiera) | C     | Bruno Macchia     |
|    | Italia (bandiera) | D     | Giulio Natali     |
|    | Italia (bandiera) | C     | Olivetti          |
|    | Italia (bandiera) | C     | Giorgio Perversi  |
|    | Italia (bandiera) | C     | Adriano Quadrelli |
|    | Italia (bandiera) | A     | Silvio Rosa       |
|    | Italia (bandiera) | D     | Gianfranco Sarti  |
|    | Italia (bandiera) | P     | Ottorino Veronese |